# Icebot
Айсбот (англ. icebot) — американский научно-исследовательский робот с корпусом и колёсами из льда, дабы меньше стоили и могли восстанавливаться в местах с крупными запасами льда, то есть в полярных регионах Земли и Марса, на Луне и обледенелых спутниках Сатурна или Юпитера. По словам автора данной идеи, Девина Кэролла, одни роботы будут снабжены оборудованием для сбора льда и исследования окружающей среды, а другие, с манипуляторами, будут восстанавливать первых. Создан только один экспериментальный экземпляр, снабжённый только двумя колёсами и при комнатной температуре может ездить по горизонтальной плоскости, а при температуре ниже −17 градусов по Цельсию передвигаться также по льду и преодолевать препятствия.